# Irit Batsry
Irit Batsry (anhörenⓘ, hebräisch אירית בצרי‎; * 1957 in Ramat Gan, Israel) ist eine US-amerikanisch-israelische Fotografin, Installations- und Video-Künstlerin.

## Leben und Werk
An der Hochschule Bezalel Academy of Arts and Design erhielt Irit Batsry 1982 einen Abschluss in Video Studies.
1983 zog sie nach New York City und arbeitete dort als Dozentin und Online-Redakteurin für die Kunst-Zeitschrift Film/Video Arts. Um die Jahreswende 2002/2003 hatte Batsry eine große Ausstellung mit Video-Installationen im Gebäude Biosphère (Montreal), das ursprünglich als US-amerikanischer Pavillon der Weltausstellung Expo 1967 zu Ehren Buckminster Fullers errichtet wurde und gegenwärtig als Wasser-Umwelt-Museum genutzt wird. Batsry entwickelte ein ortsspezifisches interaktives Konzept, das die Ästhetik des von Fuller entworfenen „geodätischen Doms“ erfahrbar machte und erweiterte.
Ihre Arbeiten befinden sich in den Sammlungen des Museum of Modern Art, New York und des Whitney Museum of American Art.
In Europa war Irit Batsry als Artist in Residence von 1992 bis 1993 am französischen CICV Montbéliard-Belfort (Centre International de Création Vidéo Montbeliard Belfort), 1993 - 2000 an der Kölner Kunsthochschule für Medien, 1994 und 1996 gleichzeitig in der Cité Internationale des Arts in Paris. Mit Installationen und Videos war sie in bekannten europäischen Kunstinstitutionen präsent. Im Herbst 2006 gab es eine mehrtägige Video-Retrospektive im Pariser Museum für Zeitgenössische Kunst Jeu de Paume.
Batsrys Wahlheimat ist seit 1983 beständig New York City. Zum Arbeiten an ihren Videos hielt sie sich allerdings häufig monatelang in Europa auf, etwa im CICV Montbéliard-Belfort (Centre international de création vidéo) oder in den Werkstätten der Kunsthochschule für Medien in Köln.

## Videos
- Slightly less than a saint, 20 min. 1982[10]
- A Simple Case of Vision, 12 min. 1991[11]
- Passage to Utopia, Trilogie, 88 min. 1985 - 1993:
  - Stories From the Old Ruin, 15 min. 1986[12]
  - Leaving The Old Ruin, 34 min. 1989[13]
  - Traces of a Presence to Come, 39 min. 1993[14]
- These Are Not My Images (neither there nor here), 80 min. 2000.[15] In der Sammlung des Museum of Modern Art New York[16]

## Videoinstallationen
- Giacometti's Scale, Kunsthaus Rhenania, Köln 1995[17]
- Fuller´s flow, Biosphère, Montreal 2003
- Set, Multimedia Installation, Whitney Museum 2004, New York[18]
- Beach at Nightfall, Herzliya Museum of Contemporary Art 2009, Israel[19]

## Auszeichnungen
- 2002 Bucksbaum Award[20]
- 2001 Video-Preis der Verwertungs- und Vergütungsgesellschaft SCAM (Frankreich) für Es sind nicht meine Bilder (weder dort noch hier)[21]
- 1992 Guggenheim Fellowship
- 1996, 2001 Grand Prix der Video de Création of the Société Civile des Auteurs Multimedia, Paris
- 1990, 1995 Grand Prix beim Locarno Video Festival[22]
- 1994, 2001 Hauptpreis beim Internationalen Video-Festival Vigo, Spanien[21], Sendedatum auf ARTE: 06/06/2001 für Es sind nicht meine Bilder (weder dort noch hier) (80 min)
- 1991 Best International Artistic Contribution beim Cádiz Festival
- 1989 Hauptpreis beim Australian Video Festival, Sydney
- 1989 Hauptpreis beim San Francisco Poetry Film Festival